# Regéc
Regéc é um município da Hungria, situado no condado de Borsod-Abaúj-Zemplén. Tem 27,21 km² de área e sua população em 2015 foi estimada em 76 habitantes.